# لعوامر (باب تيوكا)
لعوامر هي إحدى مشيخات المملكة المغربية، تتبع جغرافيا لإقليم سيدي قاسم وإداريًا لباب تيوكا. يقدر عدد سكانها بـ 5552 نسمة حسب الإحصاء الرسمي للسكان والسكنى لسنة 2004.